# Adenostemma
Adenostemma is een geslacht uit de composietenfamilie (Asteraceae). De soorten komen wijdverspreid voor in de (sub)tropische regio's van Azië, Afrika, Australië, Amerika en talrijke Oceanische eilanden.

## Soorten
- Adenostemma brasilianum Cass.
- Adenostemma caffrum DC.
- Adenostemma cuatrecasasii R.M.King & H.Rob.
- Adenostemma flintii R.M.King & H.Rob.
- Adenostemma fosbergii R.M.King & H.Rob.
- Adenostemma goyazense R.M.King & H.Rob.
- Adenostemma harlingii R.M.King & H.Rob.
- Adenostemma hirsutum DC.
- Adenostemma hirtiflorum Benth.
- Adenostemma involucratum R.M.King & H.Rob.
- Adenostemma lavenia (L.) Kuntze
- Adenostemma macrophyllum DC.
- Adenostemma madurense DC.
- Adenostemma mauritianum DC.
- Adenostemma parviflorum (Blume) DC.
- Adenostemma platyphyllum Cass.
- Adenostemma renschiae J.Kost.
- Adenostemma suffruticosum Gardner
- Adenostemma vargasii R.M.King & H.Rob.
- Adenostemma verbesina Kuntze
- Adenostemma viscosum J.R.Forst. & G.Forst.
- Adenostemma vitiense H.Rob.
- Adenostemma zakii R.M.King & H.Rob.